# Plataforma digital (infraestrutura)
Plataforma digital é uma infraestrutura online baseada em software para promover interações e transações entre seus usuários.
As plataformas digitais podem atuar como agregadores de dados que ajudam usuários a navegar em grandes quantidades de informações, como é o caso dos mecanismos de busca; dos websites e dos aplicativos que promovem transações entre usuários cujas demandas e ofertas pode ser compatíveis, como é o caso dos marketplaces digitais; ou das ferramentas colaborativas de suporte ao desenvolvimento de conteúdos, como é o caso das comunidades virtuais. As plataformas digitais também podem combinar vários desses recursos, como no caso em que uma plataforma de mídia social permite buscar informações e promover interações entre seus usuários.
As plataformas digitais podem ter diversos níveis de descentralização em relação a sua arquitetura de dados e podem ser gerenciadas com base em tomadas de decisão mais ou menos distribuídas.

## Forma de operação
As plataformas digitais moldam, com base em princípios de governança que podem evoluir ao longo do tempo, a maneira como seus usuários dispõem seus recursos para criar conexões sociais e realizar transações comerciais. As plataformas digitais normalmente dependem de big data armazenados em nuvem para, por meio de algoritmos, facilitar as interações dos usuários. Os algoritmos podem, por exemplo, serem projetados para analisar as preferências históricas de um usuário com o objetivo de fornecer recomendações de conexão com novos usuários ou conteúdos que possam ser de seu interesse.
As plataformas digitais podem ser caracterizadas como multilalaterais, significando que grupos de usuários qualitativamente diferentes podem ser aproximados pela plataforma para que realizem trasações entre si. Compradores e vendedores de mercadorias; desenvolvedores e usuários de aplicativos; consumidores e anunciantes são exemplos de categorias de usuários cuja interação é promovida.Dessa forma, as plataformas digitais podem operar como catálogos, marketplaces, mediadoras e prestadoras de serviços, dependendo do seu foco e dos grupos de usuários que conseguem atingir. As operações de plataforma se dão de tal forma que suas organizações “conectam e coordenam” com mais frequência do que “comandam e controlam”.

## Importância econômica e social
Atualmente as plataformas digitais participam de muitos aspectos da vida cotidiana, de interações sociais até consumo e mobilidade. A pesquisadora de direito e tecnologia Julie E. Cohen descreve uma plataforma digital como "a forma organizacional central da economia informacional emergente" que pode, em algumas circunstâncias, substituir os mercados tradicionais.
Medir o tamanho da economia da plataforma em termos absolutos pode ser significativamente difícil devido a divergências metodológicas, contudo há consenso de que as receitas derivadas das transações das plataformas digitais vêm crescendo rápida e constantemente a partir dos anos 2000. O Fórum Econômico Mundial estima que esse crescimento seja de 15 a 25% ao ano nos mercados emergentes. Em 5 de outubro de 2020, as 5 corporações mais valiosas listadas publicamente nos EUA eram todas proprietárias e operadoras de plataformas digitais (Apple, Microsoft, Amazon, Facebook, Alphabet) assim como as duas principais na China (Alibaba, Tencent).
Plataformas digitais estão mediando cada vez mais o mercado de trabalhadores autônomos na chamada economia de freelancers.

## Concorrência entre plataformas digitais
Devido à existência dos efeitos de rede, a competição entre plataformas digitais segue padrões únicos abordados sob diversas perspectivas nas áreas de economia, administração, inovação e estudos jurídicos. Uma das características mais significativas da competição entre plataformas digitais é o uso estratégico de preços negativos para subsidiar o crescimento. Preços negativos ocorrem quando, por exemplo, uma operadora de cartões de crédito oferece aos consumidores recompensas em dinheiro para atrair os comerciantes para sua rede de pagamentos. Nesse caso a plataforma subsidia um lado da rede (consumidores) para atrair usuários do outro lado (comerciantes). Recentemente outros padrões vêm representando a crescente competição entre plataformas corporativas centralizadas e plataformas de blockchain descentralizadas:  no setor bancário, entre instituições financeiras tradicionais e novos empreendimentos de finanças descentralizadas(DeFi) e no setor de hospedagem de arquivos, entre as plataformas Dropbox, BOX, Amazon Cloud, SpiderOak e Google Drive de um lado e o InterPlanetary File System, modelo alternativo de compartilhamento descentralizado do tipo peer-to-peer, de outro.

## Exemplos
Algumas das plataformas digitais de maior destaque pertencem, foram projetadas e são operadas por corporações com fins lucrativos, como Google, Amazon, Facebook, Alibaba, Tencent, Baidu e Yandex . Há no, entanto, plataformas digitais não-corporativas, incluindo o sistema operacional Linux, a Wikipedia e o Ethereum, que são gerenciadas por comunidades; elas não têm acionistas nem empregam executivos encarregados de atingir metas pré-definidas.

## Críticas
Apesar da sua notável capacidade de criar valor para indivíduos e empresas, as grandes plataformas corporativas sofreram reações adversas recentemente. Algumas plataformas foram acusadas de práticas anticompetitivas, de promover uma forma de capitalismo de vigilância, de violar leis trabalhistas, e de forma mais geral moldar os contornos de uma distopia digital.